# يوليوس غري
يوليوس غري هو محامي كندي، ولد في 1948.